# オールナイトニッポンエバーグリーン
『オールナイトニッポンエバーグリーン』は、ニッポン放送をキーステーションに一部のNRN系列局及び、ラジオ関西（独立放送局）で平日深夜に放送されていたリクエスト番組である。
パーソナリティは、かつて『オールナイトニッポン』でカメ&アンコーとして亀渕昭信（カメ）とともに人気を博したアンコーこと斉藤安弘が務めた。
通称はエバーグリーン。

## 概要
- 番組タイトルに深夜放送の『オールナイトニッポン』を冠するが、従来同時間帯枠で放送した『オールナイトニッポン（第2部）』から『オールナイトニッポンR』と流れを異にする。当該時間帯の競合他局番組で中高年層から支持が高い、NHKラジオ『ラジオ深夜便』の3時台"日本の歌 こころの歌"と、TBSラジオのリクエスト番組『あなたへモーニングコール』に対抗して当番組を編成する。中高年層やかつてのオールナイトニッポンや深夜放送のリスナーを意識して20曲程度を紹介し、パーソナリティーのトークを主題とする現在のオールナイトニッポンと一線を画する。
- 番組のオープニングで、オールナイトニッポン各曜日のウェブページを閲覧あるいは放送の一部を聴取し、各パーソナリティへコメントを送る。特に親交があるTHE ALFEEの坂崎幸之助と、2005年4月から2006年12月に水曜を担当した松浦亜弥と木曜を担当したナインティナインは、長いコメントを送っている。松浦だけ依怙贔屓しているとリスナーから指摘され、本人も「春風亭昇太と同じ扱いするわけないでしょう」と認めたが、コメントを添えずに「3時になりましたのでこちらにいただきます。それでは始めましょう。」と、唐突に番組を開始することもあった。
- オープニングコールは、『オールナイトニッポン』初期の「太陽の代わりに音楽を、青空の代わりに夢を。」にアレンジを加え、「君が踊り僕が歌う時、新しい時代の夜が生まれる。太陽の代わりに音楽を、青空の代わりに夢を。フレッシュな夜明けをリードするオールナイトニッポンエバーグリーン。」としている。
- 2005年7月から、「オールナイトニッポン♪アンコーさん」「ビバ!ヤング」など初期の『オールナイトニッポン』を彷彿とさせるジングルがCM明けに用いた。
- 番組中に日付や時刻を伝えるなど生放送の様相を呈するが、斉藤の年齢や体力などを勘案した撮って出しの録音放送をうかがわせるエピソードを後述する。
- 台風情報など詳細な天気予報、ニュース、オリンピックやスポーツ関連の中継などを生放送で扱う場合がある。2006年トリノオリンピックの情報を石黒新平アナウンサーが電話でレポートし、前番組のオールナイトニッポンでエンディングに出演した。
- 1950年代 - 1980年代の楽曲をリクエストで募る。1990年代以降の楽曲は「まぁこれも曲なんでしょうね」など斉藤が批評しつつ紹介する。関連項目を参照。
- 雑誌ラジオライフのインタビューで「レギュラー放送500回を記録したら降板したい」[1]と語るも、2006年2月22日（23日早朝）の500回放送で「今後はサドンデスで行く」と放送の継続を告げた。
- 2007年4月から、同一放送時間枠にJFN系列で同一コンセプトの『DAY BREAK』が放送開始した。こちらは通常時も生放送である。
- ニッポン放送は、2007年10月から小倉淳をパーソナリティに『小倉淳の早起きGoodDay!』を開始するため、放送時間が3時00分から4時30分となる。ネット局はLFから裏送りする。当番組が30分短縮されることに批判が寄せられ番組で紹介した。
- 毎週木曜日が斉藤の泊り込み担当のため、生放送になることが多い。
- 2008年2月21日は、亀渕昭信がゲスト出演して「カメ&アンコー」として放送した。
- 2009年3月11日に番組冒頭で、斉藤は3月末日にニッポン放送を定年退職し、番組は3月26日に終了すると告げた。
- 後継番組は、斉藤の後輩で制作部員のくり万太郎（高橋良一）がアナウンス部へ復帰し、新番組『くり万太郎のオールナイトニッポンR』を開始する。

### 録って出し録音放送を呈するエピソード
- 体力の衰えから早朝番組『高嶋ひでたけのお早よう!中年探偵団』の降板を発表した高嶋ひでたけに、「アンコーさんは毎朝頑張っているでしょ」と多数のメッセージが寄せられると、高嶋は言葉を濁しつつエバーグリーンの録音放送を揶揄した。
- 荘口彰久は、録音か否かを詮索するとパーソナリティの神様がお怒りになる、と語る。
- 他番組のパーソナリティらも、録音放送をネタ扱することがある。
- 2008年7月23日岩手県沿岸北部地震発災時は楽曲途中であったが、斎藤ではなく報道部の記者が地震情報を伝えた[要出典]。
- 2008年8月末の関東圏水害発災時は楽曲途中であったが、斎藤ではなく報道部ニューススタジオから女性アナウンサーが避難情報を伝えた。
- 2008年9月1日に福田康夫が首相辞任を発表時は、番組冒頭で報道記者が速報し、次いでタイトルコール以降は通常進行した。辞任翌日の放送で釈明した。

## 放送時間

### 平日
- 月曜日 - 木曜日 27:00 - 29:00（火曜日 - 金曜日早朝 3:00 - 5:00）

※放送開始当初から2004年3月まで全ネット局がフルネットした。南海放送、西日本放送・高知放送は2004年4月から、TBSラジオ『あなたへモーニングコール』のネットを開始して放送時間を4時00分までとする。制作局のニッポン放送は2007年10月1日から、『小倉淳の早起きGoodDay!』が月曜日から金曜日の4時30分から6時00分に放送を開始し、放送時間を4時30分までとする。

### 増刊号
日曜日深夜（月曜早朝）に『オールナイトニッポンエバーグリーン増刊号』として、ニッポン放送でのみ放送した。
- 毎月第1日曜深夜28:00 - 29:00（月曜早朝4:00 - 5:00）
  - 放送機器メンテナンスのため休止する場合がある。

下記「特別増刊号」が好評を得て毎週日曜日も放送すると放送内で告知したが、スポーツ中継などで休止が多く最終的に第1日曜のみ放送となる。
- 偶数月第2日曜深夜25:00 - 29:00（月曜早朝1:00 - 5:00）
  - 「特別増刊号」として、主にスペシャルウィーク期間中に放送時間を拡大して生放送。

当初は25:30 - 29:00、2005年10月から『ドランクドラゴンのドラゴンアワー』開始で25:50 - 29:00、2006年10月から25:00 - 29:00の4時間生放送となる。 4時間生放送は32年ぶり、と2006年10月15日の放送で語る。
※上半期の日曜深夜（月曜早朝）は、メジャーリーグ中継放送の場合は休止する。

### その他
- 2007年2月18日 - 21日深夜の放送は、『朝は4時半一番ノリ! 思い出の童謡・唱歌 特集』放送のため、ニッポン放送のみ4:30まで放送した。
- 2009年2月26日深夜の放送は、『笑福亭鶴光のオールナイトニッポンDELUXE〜オールナイトニッポンエバーグリーンスペシャル〜』放送のため休止した。

## 主なコーナー

### TODAY'S SPECIAL
毎回ひとつのテーマに沿って2 - 3曲、日によりCDアルバムの宣伝として数曲かけることもある。

### 時代劇バンザイ!
時代劇専門チャンネルの番組を紹介したり、ゲストを招いて時代劇の魅力を語る。毎週木曜28時（金曜早朝4時）台、1曲目とCM放送後に始まる。木曜日の放送が休止の場合は27時（早朝3時）台に繰り上げ、他曜日に放送の際は代替放送として扱う。

## 出演者
- パーソナリティ - 斉藤安弘 - さいとう やすひろ、通称のアンコーは名前の安弘を音読み。
  - ニッポン放送アナウンサー、『オールナイトニッポン』初代パーソナリティの一人で「斉藤安弘のオールナイトニッポン」を担当した。
  - 2005年3月20日に、『ラジオ深夜便』放送開始15周年とNHK開局80周年を記念した特別番組、『深夜便スペシャル　ビッグパーソナリティー・深夜の開放者たち』にゲストパネラーとして出演した。

## ネット局

### フルネット
- STVラジオ
- 茨城放送
- 栃木放送
- 京都放送（KBS京都）
- ラジオ関西（2007年4月から4時00分開始で1時間のみネットし、10月からフルネットした）
- KBCラジオ

### 3:00 - 4:30
- ニッポン放送（制作局、2007年9月までフルネット）

### 3:00 - 4:00
- 西日本放送
- 南海放送
- 高知放送

### 備考
- 斉藤は平日（火曜 - 金曜未明）は番組のオープニングとエンディングにネット局を読むが、九州朝日放送のみ略称の「KBCラジオ」を、札幌テレビ放送からラジオ部門が分離した「STVラジオ」は分社化前からSTVラジオを、それぞれ用いる。
- 斉藤は番組で「（24時間放送を行っていないNRN単独加盟局の）ラジオ沖縄でもエバーグリーンをネットしてほしい」と語る。